# Дрю-Бейкер, Кэтлин Мэри
Кэтлин Мэри Дрю-Бейкер (6 ноября 1901, Ли — 14 сентября 1957 года, Манчестер) — британский альголог, известная исследованиями, вызвавшими прорыв в коммерческом разведении водорослей нори.
В Японии за свой вклад в развитие аквакультуры известна как «Мать моря».

## Биография
Кэтлин Мэри Дрю родилась 6 ноября 1901 года в Ли в Ланкашире (сейчас часть Большого Манчестера), старшая дочь в семье Уолтера и Августы Каролины Дрю. Окончила Школу епископа Уордсворта в Солсбери, получила главную стипендию графства для изучения ботаники в Манчестерском университете. В 1922 году окончила университет с отличием первой степени (одна из первых двух удостоенных женщин), в 1923 году получила степень магистра а в 1939 году — степень доктора наук в том же учебном заведении.
С 1922 по 1957 год работала в Манчестерском университете преподавателем ботаники и исследователем, была связана с Лабораторией криптогамной ботаники. В 1925 году благодаря стипендии два года провела в Калифорнийском университете в Беркли, также посетила Гавайи для сбора ботанических образцов.
В 1928 году после свадьбы была формально уволена из университета, так как правила не предусматривали трудоустройства замужних женщин.
Совместно с подругой и коллегой Маргарет Мартин — соосновательница Британского фикологического общества, в 1952 году избрана первым председателем этой организации.
Автор 47 научных статей, главным образом о красных водорослях, а также книги «A Revision of the Genera Chantransia, Rhodochorton, and Acrohaetium. With descriptions of the marine species of Rhodochorton, Naeg., Gen. Emend. on the Pacific Coast of North America» (издательство Калифорнийского университета в Беркли, 1928 год).

### Научный вклад
В результате изучения жизненного цикла красных водорослей Porphyra umbilicalis Дрю-Бейкер доказала, что микроскопические организмы Conchocelis, считавшиеся ранее отдельным видом красных водорослей, являются диплоидной стадией развития водорослей Porphyra. Кроме того, было показано, что на данном этапе средой для них являются двустворчатые моллюски. Открытие было описано в 1949 году в журнале Nature.
Японский альголог из Университета Кюсю Сокити Сэгава, которому Дрю-Бейкер написала о своём открытии, соотнёс эти результаты с родственным местным видом водорослей, с XVII века использовавшимся в японской кухне и известным как нори. В XX веке урожайность, и ранее подверженная действию тайфунов и загрязнению прибрежных вод, упала. В 1953 году Сокити Сэгава, Фусао Ота из Экспериментальной станции аквакультуры Кумамото и другие учёные на основе работ Дрю-Бейкер разработали методики искусственного разведения нори, значительно повысив эффективность производства.

## Семья
Муж — преподаватель Манчестерского научно-технологического колледжа Генри Райт-Бейкер. Дети — Джон Рэндл и Кей Фрэнсис Биггс.

## Память
В Японии за вклад в развитие производства водорослей названа «Матерью моря» (яп. 海の母) или «Матерью возделывания нори».
В 1963 году (через 6 лет после её смерти 14.09.1957 г.) на средства крестьян в храме Сумиёси в Уто в префектуре Кумамото был воздвигнут памятник в её честь. Ежегодно 14 апреля там же проходит связанное с ней мероприятие.

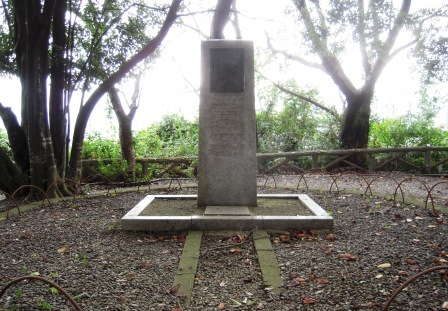
Памятник в Уто
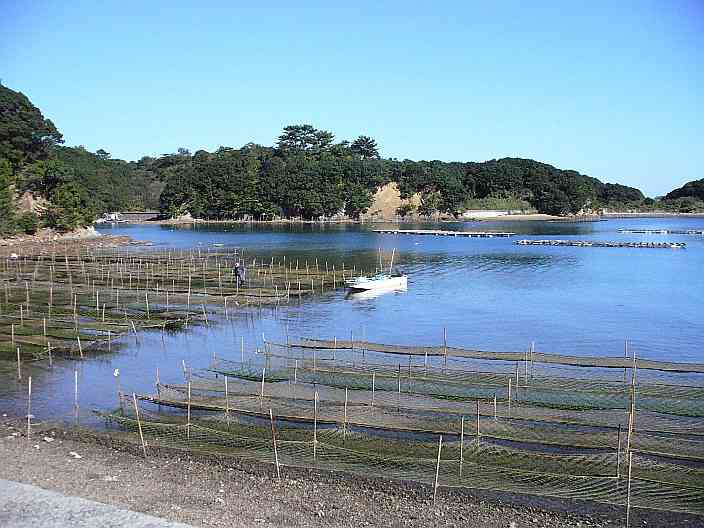
Возделывание нори в префектуре Миэ

Стандартное сокращение в ботанических названиях — K.M.Drew.